# Vegas Thrill 2025
Questa voce raccoglie le informazioni riguardanti le Vegas Thrill nelle competizioni ufficiali della stagione 2024-2025.

## Stagione
Le Vegas Thrill partecipano alla stagione 2024-25 senza alcuna denominazione sponsorizzata.
Si classificano al settimo posto nella regular season di PVF, mancando la qualificazione ai play-off scudetto.

## Organigramma societario
Area direttiva
- Presidente: Andy Abboud, Jon Bruning

Area tecnica
- Allenatore: Ramón Hernández
- Assistente allenatore: Raúl Papaleo, Melody Nua
- Preparatore atletico: Ariel Ives, Duncan French

Area sanitaria
- Medico: Andra Prum
- Ortopedico: Donald Pennington

## Rosa
| N° | Nome              | Ruolo | Data di nascita  | Nazionalità sportiva |
| -- | ----------------- | ----- | ---------------- | -------------------- |
| 2  | Charitie Luper    | S     | -                | Stati Uniti          |
| 3  | Kendall White     | L     | 7 luglio 1997    | Stati Uniti          |
| 4  | Willow Johnson    | O     | 23 aprile 1998   | Stati Uniti          |
| 5  | Morgan Stout      | C     | -                | Stati Uniti          |
| 6  | Alisha Glass      | P     | 5 aprile 1988    | Stati Uniti          |
| 7  | Layne Van Buskirk | C     | 19 febbraio 1998 | Canada               |
| 8  | Camryn Hannah     | S     | 24 febbraio 2002 | Stati Uniti          |
| 9  | Grace Loberg      | S     | 11 marzo 1999    | Stati Uniti          |
| 10 | Mary Shroll       | L     | -                | Stati Uniti          |
| 11 | Hannah Maddux     | S     | 2 marzo 2001     | Stati Uniti          |
| 12 | Berkeley Oblad    | C     | 27 giugno 1997   | Stati Uniti          |
| 13 | Teagan DeFalco    | L     | 3 marzo 1999     | Stati Uniti          |
| 14 | Adora Anae        | S     | 1º ottobre 1996  | Stati Uniti          |
| 15 | Allison Mayfield  | S     | 3 ottobre 1989   | Stati Uniti          |
| 17 | Lauren Jardine    | O     | -                | Stati Uniti          |
| 22 | Carly Graham      | P     | 11 luglio 2000   | Stati Uniti          |
| 24 | Sydney Cole       | P     | -                | Stati Uniti          |
| 64 | Sophie Davis      | C     | -                | Stati Uniti          |
| 91 | Saskia Hippe      | O     | 16 gennaio 1991  | Germania             |

      Practice squad
      Riserva infortunata

## Mercato
| Acquisti                               | Acquisti         | Acquisti           | Acquisti   |
| R.                                     | Nome             | da                 | Modalità   |
| -------------------------------------- | ---------------- | ------------------ | ---------- |
| P                                      | Sydney Cole      | Northern Colorado  | definitivo |
| C                                      | Sophie Davis     | Omaha Supernovas   | definitivo |
| L                                      | Teagan DeFalco   | -                  | definitivo |
| P                                      | Alisha Glass     | Athletes Unlimited | definitivo |
| P                                      | Carly Graham     | Orlando Valkyries  | definitivo |
| S                                      | Camryn Hannah    | Penn State         | definitivo |
| O                                      | Saskia Hippe     | Milōn              | definitivo |
| O                                      | Lauren Jardine   | Utah               | definitivo |
| O                                      | Willow Johnson   | Athletes Unlimited | definitivo |
| S                                      | Grace Loberg     | San Diego Mojo     | definitivo |
| S                                      | Charitie Luper   | Louisville         | definitivo |
| S                                      | Allison Mayfield | Athletes Unlimited | definitivo |
| C                                      | Berkeley Oblad   | Athletes Unlimited | definitivo |
| L                                      | Mary Shroll      | Arizona State      | definitivo |
| C                                      | Morgan Stout     | Wichita State      | definitivo |
| L                                      | Kendall White    | Omaha Supernovas   | definitivo |
| Trasferimenti nel corso della stagione |                  |                    |            |
| S                                      | Adora Anae       | Orlando Valkyries  | definitivo |

| Cessioni                               | Cessioni             | Cessioni              | Cessioni   |
| R.                                     | Nome                 | a                     | Modalità   |
| -------------------------------------- | -------------------- | --------------------- | ---------- |
| S                                      | Erin Anderson        | -                     | ritirata   |
| O                                      | Katherine Bell       | Athletes Unlimited    | definitivo |
| S                                      | Payton Caffrey       | Praia Clube           | definitivo |
| P                                      | Alisha Glass         | Athletes Unlimited    | definitivo |
| S                                      | Gabrielle Gonzales   | Valencianas de Juncos | definitivo |
| P                                      | Ainise Havili        | Indy Ignite           | definitivo |
| O                                      | Saskia Hippe         | Milōn                 | definitivo |
| C                                      | Amani McArthur       | Madrid                | definitivo |
| C                                      | Mallory McCage       | Athletes Unlimited    | definitivo |
| L                                      | Kylie Murr           | Indy Ignite           | definitivo |
| C                                      | Berkeley Oblad       | Athletes Unlimited    | definitivo |
| S                                      | Kenna Sauer          | -                     | ritirata   |
| L                                      | Madison Schermerhorn | -                     | ritirata   |
| C                                      | McKenna Vicini       | Atlanta Vibe          | definitivo |
| Trasferimenti nel corso della stagione |                      |                       |            |
| P                                      | Sydney Cole          | -                     | svincolata |

## Risultati

### PVF

#### Regular season
| 10 gennaio 2025 Lee's Family Forum, Henderson     | Vegas Thrill      | 3 - 2 | Grand Rapids Rise | 20-25, 20-25, 25-22, 25-21, 16-14 |
| 12 gennaio 2025 Lee's Family Forum, Henderson     | Vegas Thrill      | 0 - 3 | Atlanta Vibe      | 13-25, 22-25, 20-25               |
| 17 gennaio 2025 Lee's Family Forum, Henderson     | Vegas Thrill      | 3 - 2 | Omaha Supernovas  | 23-25, 17-25, 26-24, 25-17, 15-11 |
| 19 gennaio 2025 Lee's Family Forum, Henderson     | Vegas Thrill      | 3 - 2 | Orlando Valkyries | 22-25, 25-23, 14-25, 25-21, 15-12 |
| 23 gennaio 2025 Gas South Arena, Duluth           | Atlanta Vibe      | 3 - 1 | Vegas Thrill      | 25-23, 16-25, 25-20, 25-19        |
| 26 gennaio 2025 Addition Financial Arena, Orlando | Orlando Valkyries | 1 - 3 | Vegas Thrill      | 25-15, 23-25, 17-25, 22-25        |
| 31 gennaio 2025 Lee's Family Forum, Henderson     | Vegas Thrill      | 3 - 2 | Indy Ignite       | 18-25, 21-25, 25-22, 25-12, 15-9  |
| 2 febbraio 2025 Lee's Family Forum, Henderson     | Vegas Thrill      | 3 - 1 | Atlanta Vibe      | 25-23, 25-23, 19-25, 25-19        |
| 7 febbraio 2025 Viejas Arena, San Diego           | San Diego Mojo    | 0 - 3 | Vegas Thrill      | 22-25, 19-25, 20-25               |
| 17 febbraio 2025 Nationwide Arena, Columbus       | Columbus Fury     | 3 - 1 | Vegas Thrill      | 25-20, 25-20, 22-25, 25-21        |
| 2 febbraio 2025 Addition Financial Arena, Orlando | Orlando Valkyries | 3 - 0 | Vegas Thrill      | 25-15, 25-21, 25-17               |
| 27 febbraio 2025 Fishers Event Center, Fishers    | Vegas Thrill      | 1 - 3 | Indy Ignite       | 23-25, 25-14, 18-25, 16-25        |
| 2 marzo 2025 Lee's Family Forum, Henderson        | Vegas Thrill      | 0 - 3 | Grand Rapids Rise | 18-25, 17-25, 23-25               |
| 5 marzo 2025 Lee's Family Forum, Henderson        | Vegas Thrill      | 1 - 3 | Indy Ignite       | 19-25, 25-19, 16-25, 19-25        |
| 7 marzo 2025 Gas South Arena, Duluth              | Atlanta Vibe      | 3 - 2 | Vegas Thrill      | 25-18, 25-20, 25-27, 20-25, 15-13 |
| 14 marzo 2025 Nationwide Arena, Columbus          | Columbus Fury     | 3 - 0 | Vegas Thrill      | 25-22, 25-21, 25-23               |
| 2 marzo 2025 Van Andel Arena, Grand Rapids        | Grand Rapids Rise | 1 - 3 | Vegas Thrill      | 31-29, 25-27, 22-25, 25-27        |
| 28 marzo 2025 CHI Health Center Omaha, Omaha      | Omaha Supernovas  | 3 - 0 | Vegas Thrill      | 25-23, 25-14, 25-19               |
| 3 marzo 2025 Lee's Family Forum, Henderson        | Vegas Thrill      | 1 - 3 | San Diego Mojo    | 24-26, 26-24, 17-25, 17-25        |
| 5 aprile 2025 Van Andel Arena, Grand Rapids       | Grand Rapids Rise | 3 - 0 | Vegas Thrill      | 25-17, 25-16, 25-17               |
| 1º aprile 2025 Lee's Family Forum, Henderson      | Vegas Thrill      | 1 - 3 | Omaha Supernovas  | 17-25, 20-25, 25-22, 24-26        |
| 13 aprile 2025 Lee's Family Forum, Henderson      | Vegas Thrill      | 0 - 3 | Columbus Fury     | 20-25, 23-25, 21-25               |
| 17 aprile 2025 Fishers Event Center, Fishers      | Indy Ignite       | 2 - 3 | Vegas Thrill      | 25-16, 25-27, 16-25, 31-29, 12-15 |
| 19 aprile 2025 Viejas Arena, San Diego            | San Diego Mojo    | 3 - 2 | Vegas Thrill      | 25-23, 25-18, 21-25, 19-25, 15-10 |
| 25 aprile 2025 Lee's Family Forum, Henderson      | Vegas Thrill      | 3 - 2 | San Diego Mojo    | 24-26, 23-25, 25-18, 25-19, 15-11 |
| 27 aprile 2025 CHI Health Center Omaha, Omaha     | Omaha Supernovas  | 3 - 0 | Vegas Thrill      | 25-20, 25-16, 25-23               |
| 2 maggio 2025 Lee's Family Forum, Henderson       | Vegas Thrill      | 1 - 3 | Orlando Valkyries | 22-25, 25-21, 19-25, 19-25        |
| 4 maggio 2025 Lee's Family Forum, Henderson       | Vegas Thrill      | 2 - 3 | Columbus Fury     | 25-23, 22-25, 16-25, 25-18, 5-15  |

## Statistiche

### Statistiche di squadra
| Competizione | Punti | In casa | In casa | In casa | In trasferta | In trasferta | In trasferta | Totale | Totale | Totale |
| Competizione | Punti | G       | V       | P       | G            | V            | P            | G      | V      | P      |
| ------------ | ----- | ------- | ------- | ------- | ------------ | ------------ | ------------ | ------ | ------ | ------ |
| PVF          | 27    | 14      | 6       | 8       | 14           | 4            | 10           | 28     | 10     | 18     |
| Totale       | -     | 14      | 6       | 8       | 14           | 4            | 10           | 28     | 10     | 18     |

### Statistiche dei giocatori
| Giocatrice     | PVF | PVF | PVF | PVF | PVF | Totale | Totale | Totale | Totale | Totale |
| Giocatrice     | P   | PT  | AV  | MV  | BV  | P      | PT     | AV     | MV     | BV     |
| -------------- | --- | --- | --- | --- | --- | ------ | ------ | ------ | ------ | ------ |
| A. Anae        | 9   | 98  | 86  | 6   | 6   | 9      | 98     | 86     | 6      | 6      |
| S. Davis       | 3   | 9   | 5   | 2   | 2   | 3      | 9      | 5      | 2      | 2      |
| T. DeFalco     | 20  | 0   | 0   | 0   | 0   | 20     | 0      | 0      | 0      | 0      |
| A. Glass       | 27  | 54  | 34  | 16  | 4   | 27     | 54     | 34     | 16     | 4      |
| C. Graham      | 28  | 30  | 23  | 5   | 2   | 28     | 30     | 23     | 5      | 2      |
| C. Hannah      | 23  | 177 | 152 | 20  | 5   | 23     | 177    | 152    | 20     | 5      |
| S. Hippe       | -   | -   | -   | -   | -   | -      | -      | -      | -      | -      |
| L. Jardine     | 27  | 151 | 114 | 30  | 7   | 27     | 151    | 114    | 30     | 7      |
| W. Johnson     | 20  | 84  | 79  | 2   | 3   | 20     | 84     | 79     | 2      | 3      |
| G. Loberg      | 13  | 40  | 35  | 4   | 1   | 13     | 40     | 35     | 4      | 1      |
| C. Luper       | 22  | 186 | 167 | 10  | 9   | 22     | 186    | 167    | 10     | 9      |
| H. Maddux      | 28  | 419 | 360 | 41  | 18  | 28     | 419    | 360    | 41     | 18     |
| A. Mayfield    | 19  | 93  | 80  | 9   | 4   | 19     | 93     | 80     | 9      | 4      |
| B. Oblad       | 26  | 168 | 127 | 32  | 9   | 26     | 168    | 127    | 32     | 9      |
| M. Shroll      | 20  | 0   | 0   | 0   | 0   | 20     | 0      | 0      | 0      | 0      |
| M. Stout       | 23  | 136 | 104 | 22  | 10  | 23     | 136    | 104    | 22     | 10     |
| L. Van Buskirk | 21  | 133 | 84  | 42  | 7   | 21     | 133    | 84     | 42     | 7      |
| K. White       | -   | -   | -   | -   | -   | -      | -      | -      | -      | -      |

P = presenze; PT = punti totali; AV = attacchi vincenti; MV = muri vincenti; BV = battute vincenti